# 瓦隆运动

瓦隆旗

瓦隆运动（法語：Mouvement wallon）指的是比利时一系列主张瓦隆人身份和瓦隆尼亚存在的政治运动。该运动捍卫瓦隆尼亚的语言文化、捍卫法语使用者的语言权利。